# Зейдвелде
Зейдвелде (нід. Zuidvelde) — село в нідерландській провінції Дренте. Входить до муніципалітету Норденвелд.
Його площа становить 10,73 км², а населення станом на 2021 рік складало 240 осіб.
Перша згадка про населений пункт датується 1325 роком.